# Petreștii de Jos, Cluj
Petreștii de Jos (în maghiară Alsópeterd sau Magyarpeterd; denumirea veche rom. Petridul de Jos) este satul de reședință al comunei cu același nume din județul Cluj, Transilvania, România.

## Istoric
Pe Harta Iosefină a Transilvaniei din 1769-1773 (Sectio 109) satul Petreștii de Jos apare sub numele de M.Peterd. La nord de sat pe hartă este marcat prin semnul π locul public de pedepsire a delicvenților în perioada medievală.

## Hidrologie
In apropierea satului se găsește fântâna „La Izvoare” (coordonate: 46°35'49" N 23°41'03" E), cu un debit relativ mare de apă, provenită dintr-un masiv de calcar. Pentru adăpatul animalelor a fost amenjat un vălău betonat lung.

În vestul carierei de calcar Săndulești, pe drumul care duce spre Petreștii de Jos, se află „Izvorul lui Alexandru Macedon”, nume bazat pe o legendă populară locală (coordonate: 46°36'04" N 23°41'22" E). In literatura maghiară este cunoscut sub numele de „Izvorul Sf.Laszlo” (Ladislau).

## Galerie de imagini

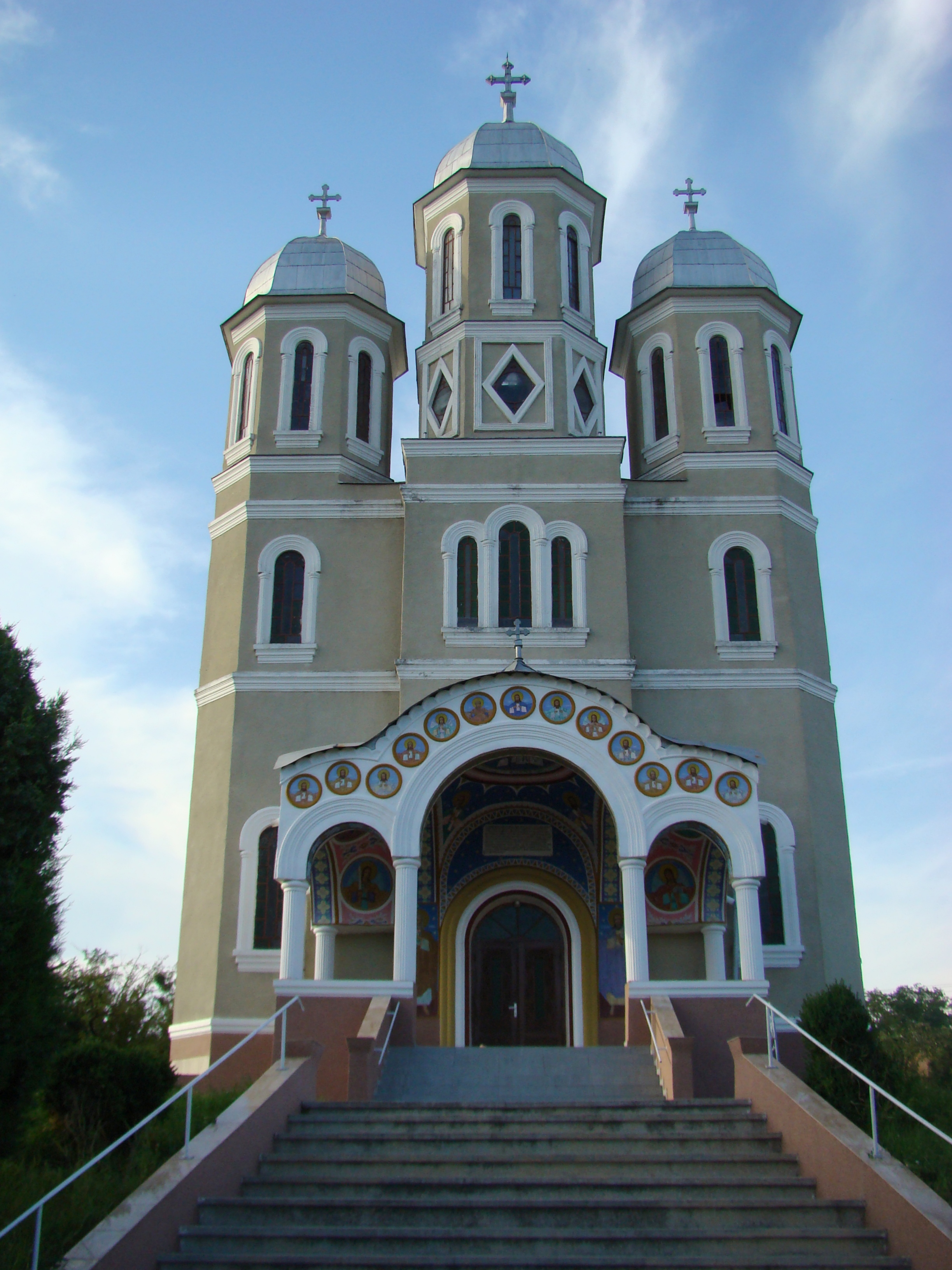
Biserica ortodoxă cu hramul „Sfinții Arhangheli Mihail și Gavriil”
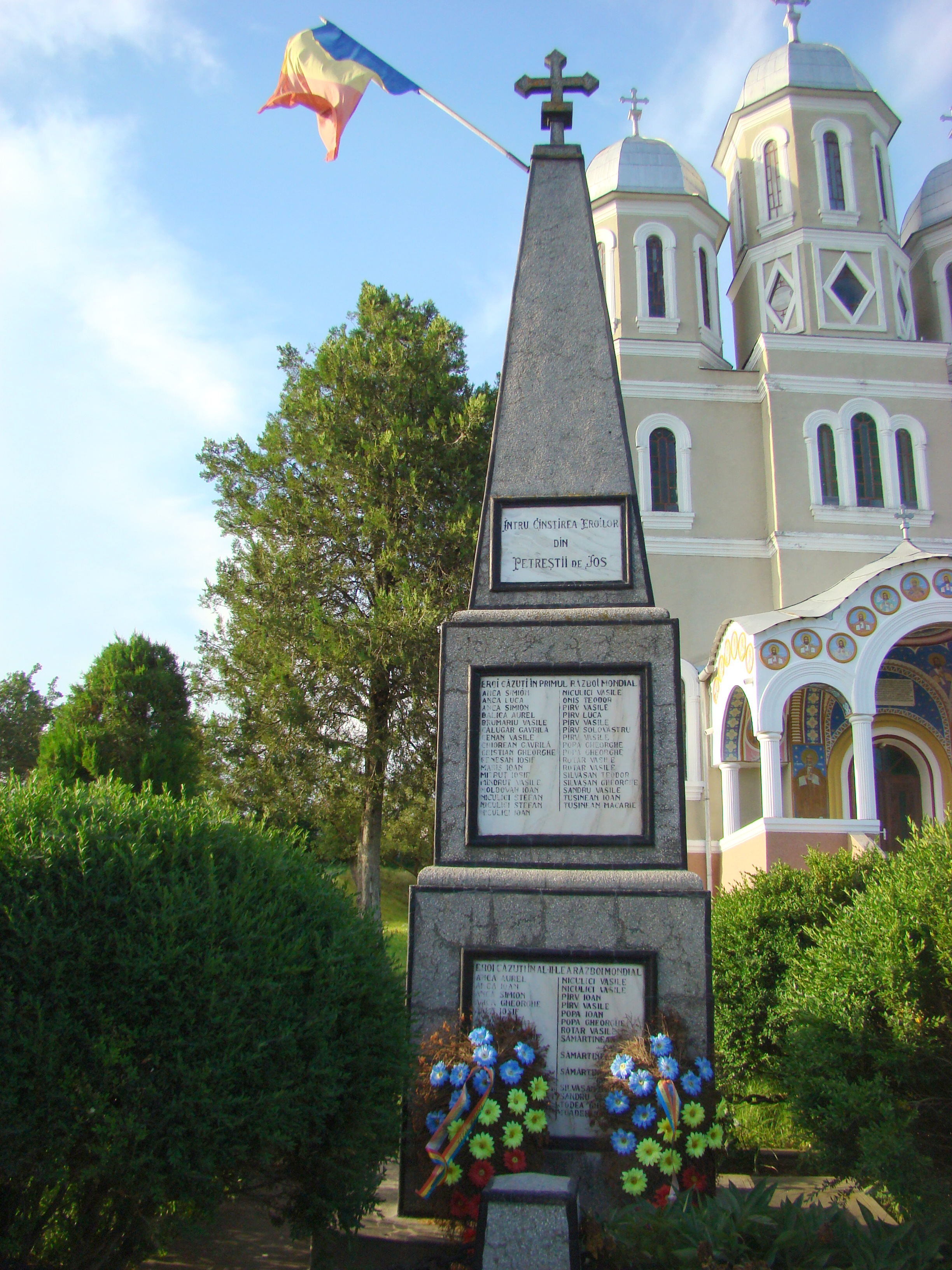
Monumentul Eroilor
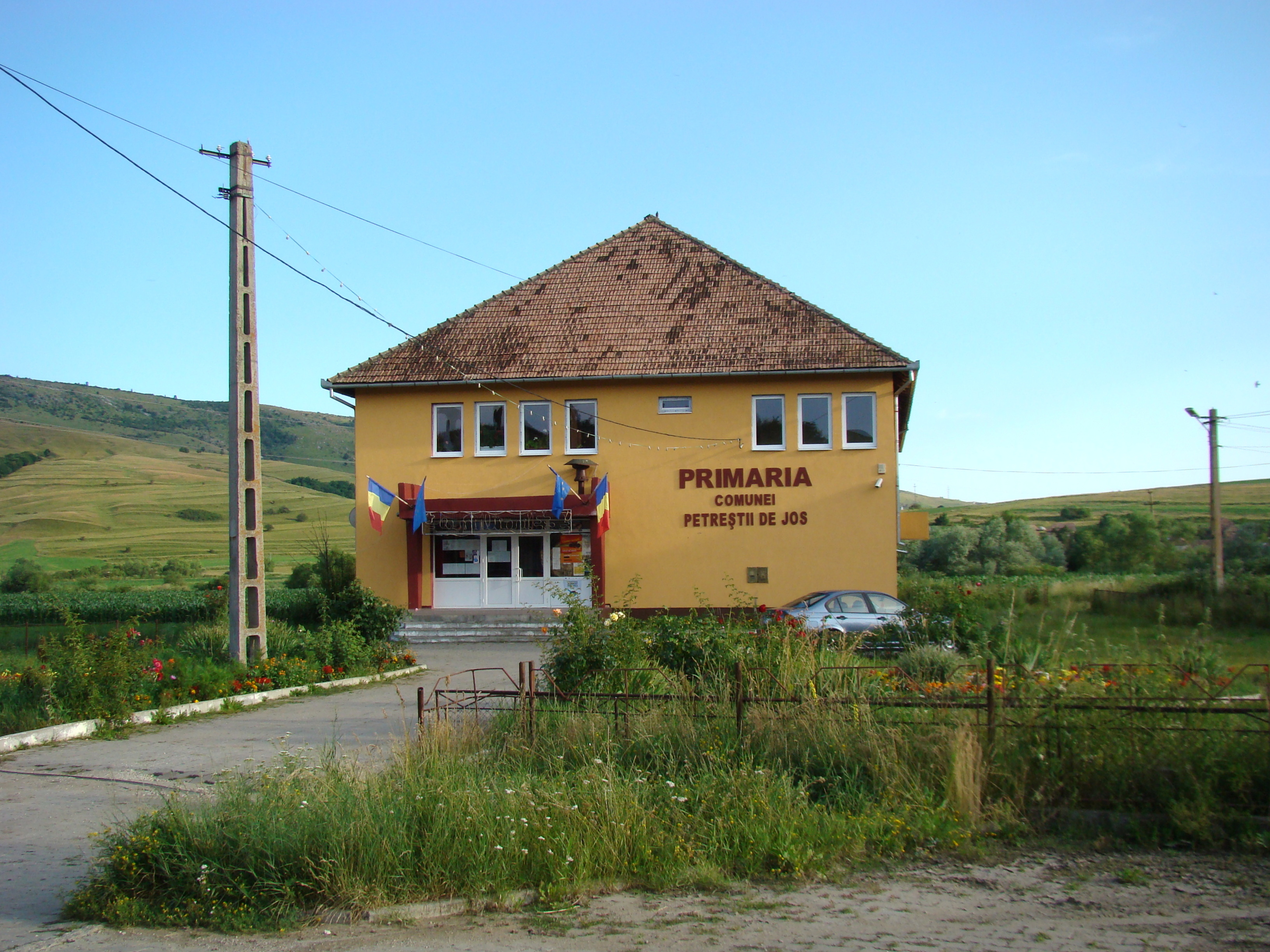
Primăria comunei Petreștii de Jos
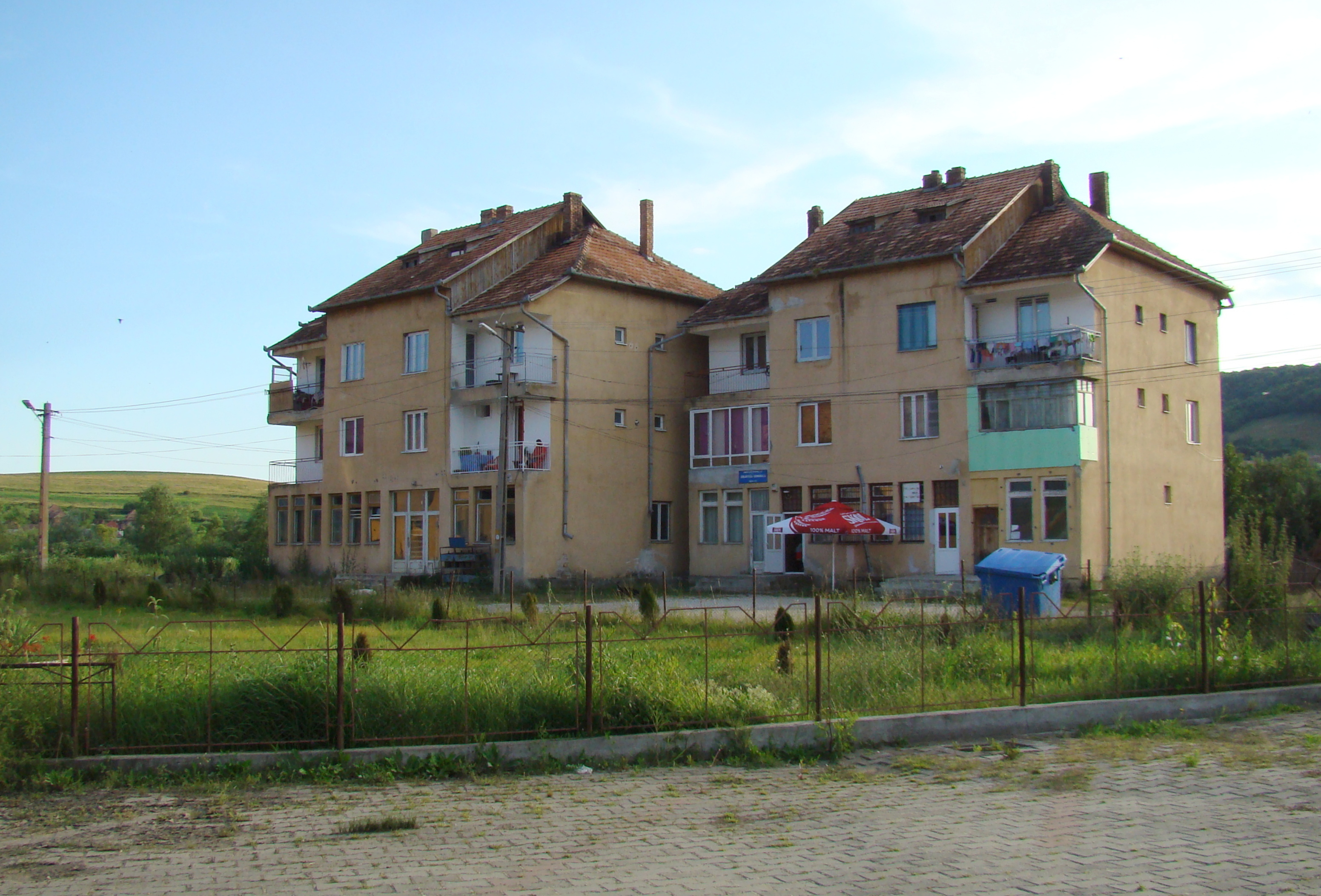
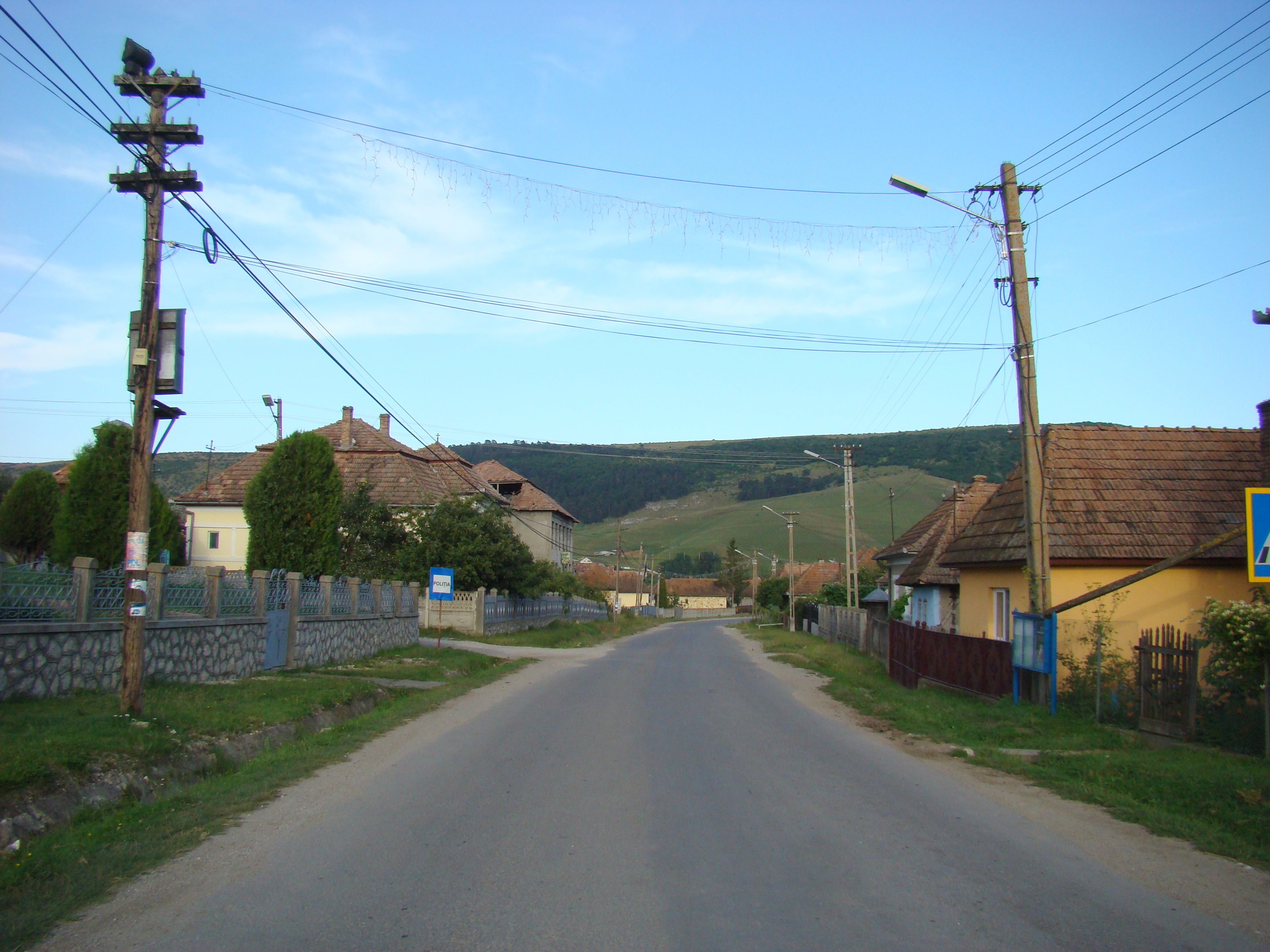
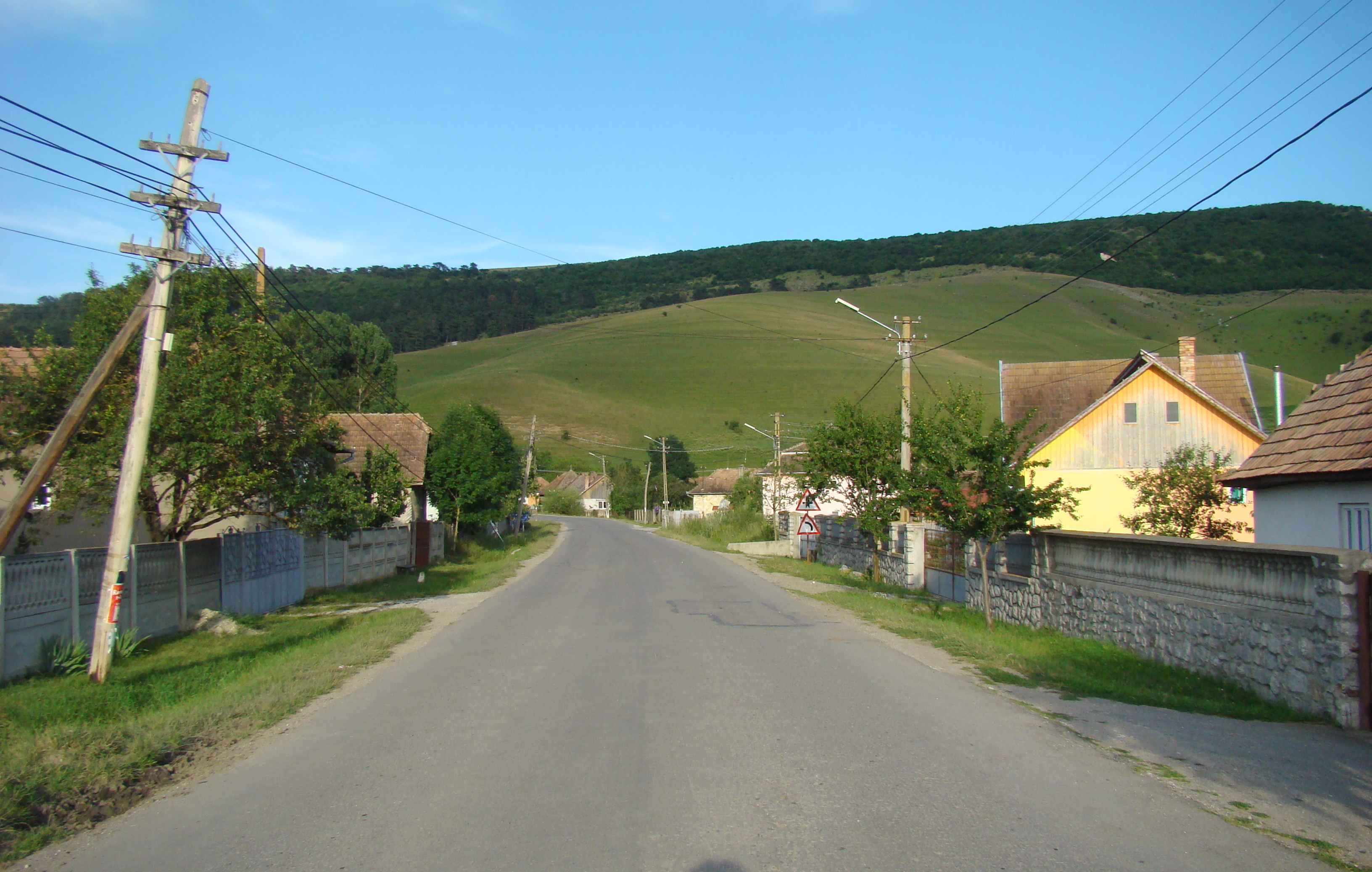
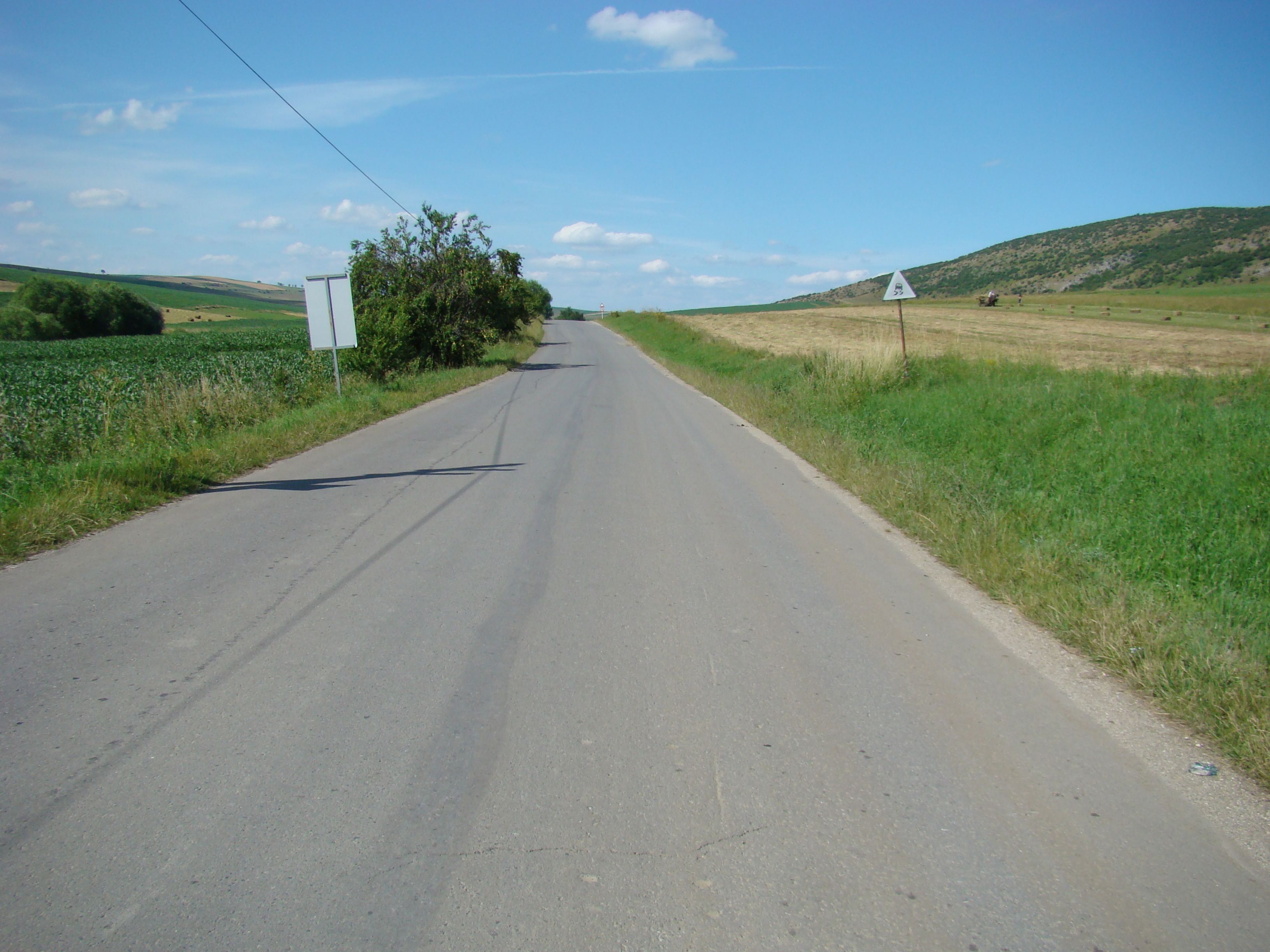
Drumul Tureni-Petreștii de Jos
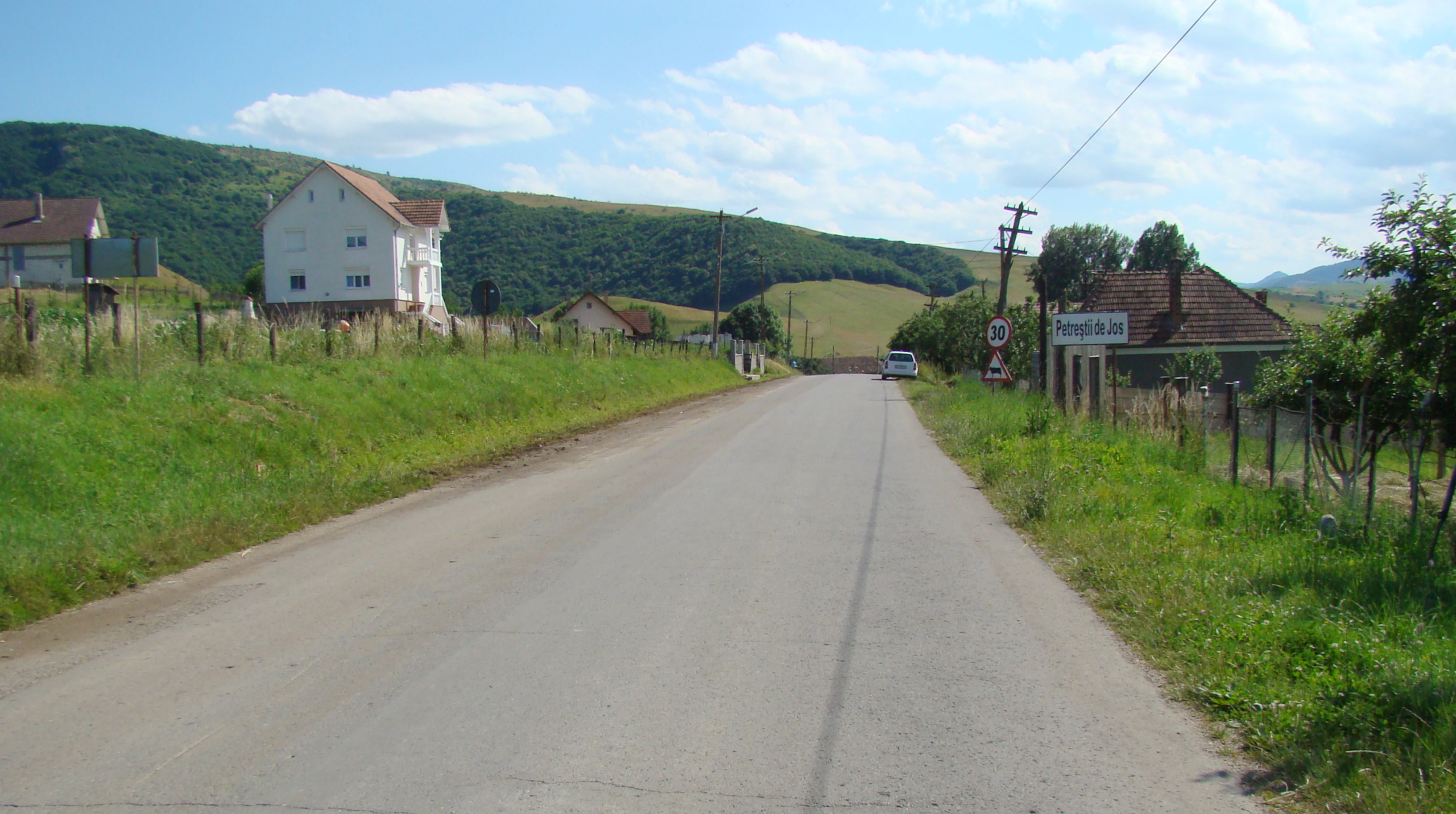